# Abdij van Sept-Fons

Wapenschild van de abdij

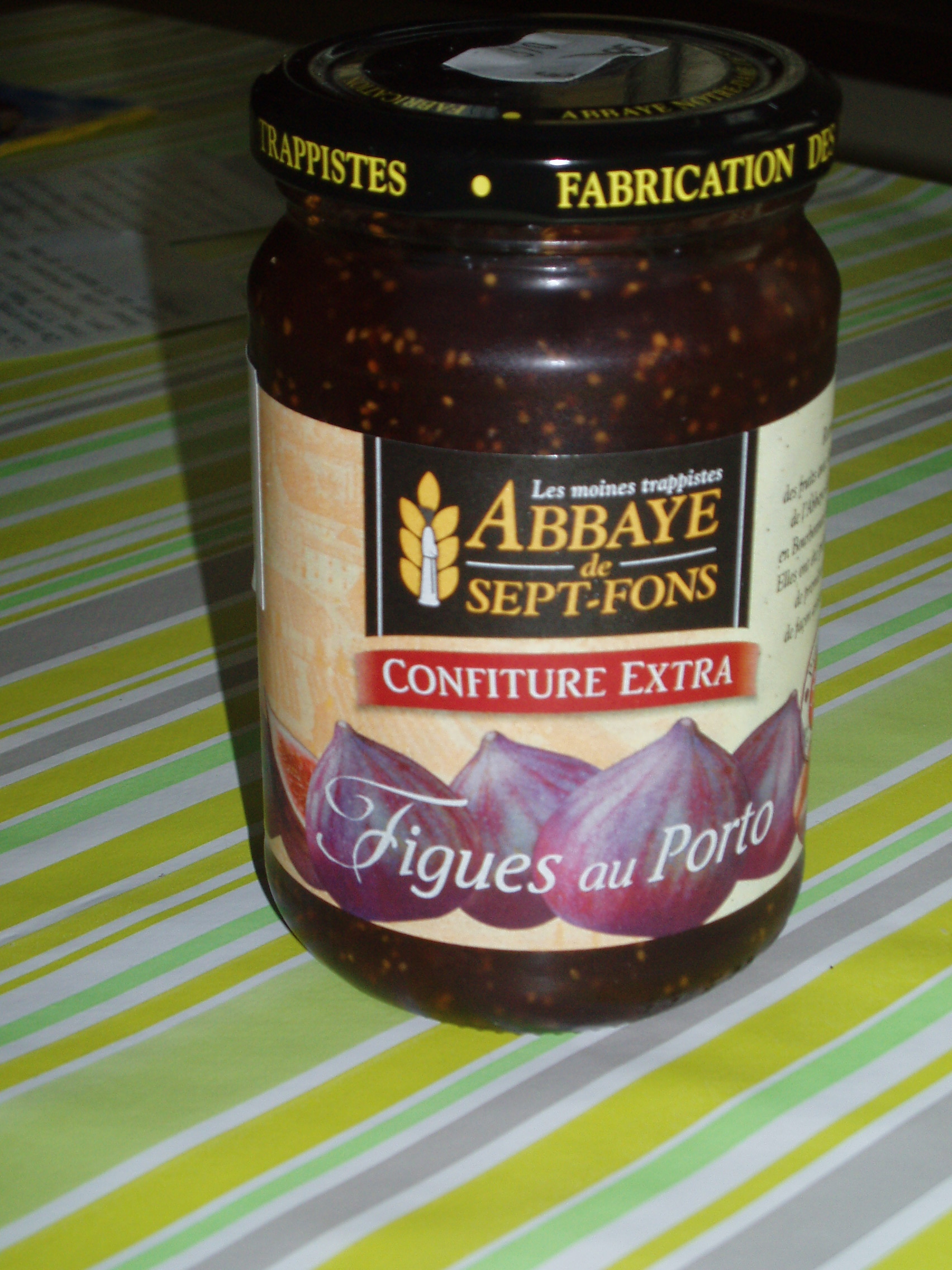
Vijgenconfituur met porto, gemaakt in de abdij

De Abdij van Sept-Fons, ook Notre-Dame de Sept-Fons en Notre-Dame de Saint-Lieu Sept-Fons genoemd, is een cisterciënzerabdij van de trappisten in Diou in Bourbonnais in Frankrijk.

## Eerste stichting
De abdij werd opgericht als klooster van de cisterciënzers in 1132. Het was een dochterklooster van de Abdij van Fontenay. Dankzij gulle giften van de oprichters kon al snel een kerk en een klooster worden gebouwd, maar daarna was het klooster niet zo welvarend. Tot de hervorming van 1663 was het altijd een kleine kloostergemeenschap van maximaal 15 monniken. Aanvankelijk was het klooster bekend onder de naam "Notre-Dame de Saint-Lieu"; pas na een eeuw werd "Sept-Fons" hieraan toegevoegd, als verwijzing naar zeven bronnen of naar zeven kanalen die water naar de abdij leidden.

## Trappistenabdij
In 1656 werd Eustache de Beaufort de nieuwe abt. Na zeven jaar besloot hij dat de abdij zich zou aansluiten bij de trappistenhervorming. Een aantal nieuwe novicen werd naar de abdij van La Trappe gestuurd voor een noviciaat onder leiding van abbé Jean de Rancé. In 1791 moesten de monniken Sept-Fonts verlaten vanwege de Franse Revolutie.

## Tweede stichting
Toen de trappisten van de Abbaye du Gard in 1845 hun klooster moesten verlaten, heeft hun abt, Stanislaus, de ruïnes van Sept-Fons gekocht om er opnieuw een kloostergemeenschap te vestigen.

## Nový Dvůr
Recent is het dochterhuis Nový Dvůr in Tsjechië geopend. In 2001 kreeg de Engelse minimalistische architect John Pawson opdracht voor de gebouwen aldaar.

## Producten
De abdij van Sept-Fons maakt een aantal producten. Vooral de confituur is bekend en wordt in verschillende landen verkocht.